# Восстание Кара-Языджи и Дели-Хасана
Восстание Кара-Языджи и Дели-Хасана или «джелялийская смута» (джеляли фитрети) — крестьянское антифеодальное восстание в Османской империи (1595—1603 гг.). Восстание началось в 1595 году на большей части Анатолии выступлениями крестьян против налогового гнёта произвола местных феодалов и султанских чиновников.